# Martinsville Speedway
Le Martinsville Speedway est un circuit automobile de forme ovale de type « short track » utilisé principalement par des voitures de stock-car lors de compétitions organisées par la NASCAR.
Il est situé à Ridgeway, ville au sud de Martinsville dans l'État de Virginie.
Le circuit est propriété de l'International Speedway Corporation.

## Caractéristiques
La piste est la plus courte de celles utilisées en NASCAR Cup Series puisqu'elle a une longueur de 0,526 milles (0,85 km). Construit en 1947 par H. Clay Earles, il fut le premier « speedway » à voir le jour en NASCAR, soit un circuit aux extrémités relevées permettant d'atteindre de plus hautes vitesses. La combinaison de ses virages faiblement relevés (inclinaison maximale de 12°) et de ses courtes lignes droites en font un circuit particulier, où s'enchaînent forts freinages et courtes accélérations. Parallèlement à cela, Martinsville est le seul circuit NASCAR actuel à présenter des lignes droites asphaltées avec des virages recouverts de béton.
C'est également le seul circuit à avoir été utilisé sans discontinuer depuis la création des épreuves de NASCAR en 1948.
Le circuit peut accueillir jusqu'à 65 000 spectateurs et, de par sa forme, est surnommé le Trombone (Paperclip).
La piste est asphaltée en 1955 et accueille en 1956 sa première course de 500 miles. Dans les années 1970, la combinaison de plusieurs données techniques (fortes tractions, pneus slick, vitesses élevées) provoquaient une usure excessive de la surface asphaltée. En 1976, les virages seront re-surfacés avec du béton, un concept rare dans les années 1970. En 2004, le béton âgé de 28 ans, montrait de réels signes d'usure. Le 18 avril 2004, un gros morceau de béton se désolidarise de la surface de la piste et provoque de gros dégâts à la voiture de Jeff Gordon. En réaction à cet incident, la piste est entièrement rénovée avec de l'asphalte dans les lignes droites et du bétons dans les virages.
Jusque 1999, Martinsville était réputé pour avoir deux lignes de stands. Les stands situés le long de la ligne droite arrière étaient généralement évités car si une équipe, lors d'un drapeau jaune, devait s'y arrêter, elle était désavantagée par rapport à une équipe qui s'arrêtait dans les stands situés le long de la ligne droite principale. Ces derniers rentraient aux stands bien avant puisqu'ils n'étaient pas bloqués par la voiture de sécurité dans la ligne droite principale et le virage menant aux stands de la ligne droite arrière. Pour supprimer cet inconvénient, la ligne arrière des stands est élargie, l'entrée se passant au début du 3e virage et la sortie au 2e virage. Cette démarche a permis la construction d'un garage à l’intérieur de la piste. Actuellement, il n'y a plus que le circuit de Bristol à être équipé de deux lignes de stands.

## Histoire
La première course reconnue par la NASCAR a eu lieu le 4 juillet 1948. En 1951, il n'y au eu que quatre voitures qui ont rallié l'arrivée soit le plus petit nombre jamais enregistré à l'arrivée d'une course sur ce circuit. En 1960, Richard Petty est devenu le plus jeune pilote vainqueur à Martinsville, à 22 ans, 283 jours. C'est lui qui détient à ce jour, le plus de victoire (15) sur ce circuit. En 1991, Harry Gant (en) est devenu le pilote le plus âgé à y gagner, soit à 51 ans, 255 jours. Il s'agissait de sa quatrième victoire consécutive, ce qui lui valut le surnom de Mister September.
La piste était propriété d'une coentreprise réunissant des frères Jim et Bill France Jr. , H. Clay Earles, ses filles Dorothy Campbell et Mary Weatherford et les enfants de Dorothy Campbell, Sarah Fain et Clay Campbell. En 2004, le site est vendu à la famille France pour plus de 200 millions de dollars à la suite du décès de Mary Weatherford et la vente de ses propriétés.
Des plans avaient été réalisés afin d'augmenter de 20 000 places la capacité du circuit et la porter ainsi à 85 000.
En 2005-2006 le chemin de fer passant derrière la ligne droite arrière est déplacé de 200 pieds (60,96 m) pour permettre l'installation des nouveaux sièges. Néanmoins, plus rien n'a évolué dès que le circuit fut vendu à ISC (International Speedway Corporation).
De 1982 jusque 1994, et de nouveau en 2006, le circuit accueille les courses des Busch Series. Ces courses se déroulaient initialement sur 200 et 150 tours de circuits (200 tours le weekend des deux courses de Whelen Modifieds, 150 tours le weekend de la course de septembre de Winston/Nextel Cup Series), à partir de 1992 jusqu'en 1994, des courses de 300 tours et 250 tours lors de celle de 2006. Le circuit n'est plus repris dans le calendrier de la Busch Series en 2007.
Actuellement, le Martinsville Speedway accueille deux courses de NASCAR Cup Series : le STP 500 à la fin mars ou début avril et le Goody's Fast Pain Relief 500 (septième course des Playoffs se déroulant après la saison régulière) fin octobre ou début novembre. Le circuit accueille également des courses de Camping World Truck Series, le Whelen Modified Tour (qui se tient le weekend de la fête du Travail le soir), et les courses de Late Model.
Les gagnants des courses de NASCAR Cup Series, des Truck Series, et des Whelen Modified reçoivent comme trophée, une longue horloge, un clin d'œil à la célèbre industrie du meuble de Martinsville. Cette tradition a débuté en 1964, lorsque Earles décida qu'il serait intéressant d'offrir un trophée qui représente la région.
Le 12 octobre 2016, Clay Campbell, président du circuit, avec l'appui de Dale Earnhardt Jr., annonce que 5 millions de $ vont être investis pour équiper le circuit d'un éclairage LED faisant ainsi du Martinsville Speedway la première arène sportive complètement équipée d'éclairage LED. Campbell a également ajouté que les courses de nuit n'étaient pas encore actuellement envisagée sur le circuit, les courses 2017 de NASCAR Cup Series étant programmées à 14 h locales en avril et à 13 h locales en octobre tout en signalant que l'investissement consenti permettrait de la flexibilité en cas de mauvais temps.

## Pilotes multiples vainqueurs en NASCAR Cup Series
M.à.j. le 5/11/2019. Un coureur doit avoir gagné à 2 reprises une des deux courses pour être repris dans ce classement.
| Nb. | Pilote             | STP 500                                              | Goody's Fast Relief 500 (automne)  |
| --- | ------------------ | ---------------------------------------------------- | ---------------------------------- |
| 15  | Richard Petty      | 1960, 1962, 1963, 1967, 1969, 1971, 1972, 1975, 1979 | 1967, 1968, 1969, 1970, 1972, 1973 |
| 11  | Darrell Waltrip    | 1976, 1978, 1980, 1983, 1989                         | 1981, 1982, 1984, 1987, 1988, 1989 |
| 9   | Jeff Gordon        | 1997, 2003, 2005                                     | 1996, 1999, 2003, 2005, 2013, 2015 |
| 9   | Jimmie Johnson     | 2007, 2009, 2013                                     | 2004, 2006, 2007, 2008, 2012, 2016 |
| 7   | Rusty Wallace      | 1993, 1994, 1995, 1996, 2004                         | 1986, 1994                         |
| 6   | Cale Yarborough    | 1968, 1974, 1977                                     | 1976, 1977, 1978                   |
| 6   | Dale Earnhardt     | 1987, 1988, 1991                                     | 1980, 1985, 1995                   |
| 5   | Denny Hamlin       | 2008, 2010, 2015                                     | 2009, 2010                         |
| 5   | Fred Lorenzen      | 1964, 1965                                           | 1963, 1964, 1966                   |
| 4   | Geoffrey Bodine    | 1984, 1990                                           | 1990, 1992                         |
| 2   | Curtis Turner (en) | 1950, 1951                                           |                                    |
| 2   | Buck Baker         | 1956, 1957                                           |                                    |
| 2   | Lee Petty          | 1953, 1959                                           |                                    |
| 2   | Jim Paschal (en)   | 1954, 1966                                           |                                    |
| 2   | Harry Gant (en)    | 1982, 1985                                           |                                    |
| 2   | Mark Martin        | 1992, 2000                                           |                                    |
| 2   | Brad Keselowski    | 2017, 2019                                           |                                    |
| 2   | Herb Thomas        |                                                      | 1950, 1952                         |
| 2   | Tony Stewart       |                                                      | 2000, 2011                         |
| 2   | Rex White          |                                                      | 1959, 1960                         |
| 2   | Ricky Rudd         |                                                      | 1983, 1998                         |

## Statistiques en NASCAR Cup Series
(Dernière mise à jour le 5/11/2019)
| + de victoires                                  | 15     | Richard Petty                  |
| * de Top-5                                      | 30     | Richard Petty                  |
| + de Top-10                                     | 38     | Jeff Gordon                    |
| + de départs                                    | 67     | Richard Petty                  |
| + de poles-position                             | 8      | Darrell Waltrip                |
| + de tour accomplis                             | 27 891 | Richard Petty                  |
| + de tours menés                                | 3 779  | Jeff Gordon                    |
| Meilleur moyenne au départ*                     | 3,1    | Fonty Flock (en 9 courses)     |
| Meilleur moyenne au départ des pilotes actifs*  | 8,2    | Joey Logano (en 22 courses)    |
| Meilleur moyenne à l'arrivée*                   | 3,8    | Dick Hutcherson (en 5 courses) |
| Meilleur moyenne à l'arrivée des pilotes actifs | 9,3    | Jimmie Johnson (en 36 courses) |

* Le pilote doit avoir participé à minimum cinq éditions de la course.

## Records
Dernière mise à jour le 5/11/2019, source.
- Monster Energy NASCAR Cup Series : 
  - Qualifications : Joey Logano, 18,898 s, (100,201 mi/h (161,26 km/h)), 28 mars 2014.
  - Course : Jeff Gordon, 3 h 11 min 54 s, (82,223 mi/h (132,33 km/h)), 2 septembre 1996.
- NASCAR Xfinity Series :
  - Qualifications : Clint Bowyer, 19,735 s (95,951 mi/h (154,42 km/h)), 2006.
  - Course : Jack Ingram (en), 1 h 42 min 16 s, (77,751 mi/h (125,13 km/h)), 25 mars 1984 (250 tours).
- NASCAR Camping World Truck Series : 
  - Qualifications : Joey Logano, 19,504 s, (97,088 mi/h (156,25 km/h)), 28 mars 2015.
  - Course : Rich Bickle (en), 1 h 47 min 18 s, (75,296 mi/h (121,18 km/h)), 27 septembre 1997
- NASCAR Whelen Modified Tour : 
  - Qualifications : Greg Sacks (en), 18,746 s, (101,014 mi/h (162,57 km/h)), 1986.
- NASCAR Combined Modified :  
  - Course : Ted Christopher, (55,773 mi/h (89,76 km/h)), 2005 (250 tours)

## Images

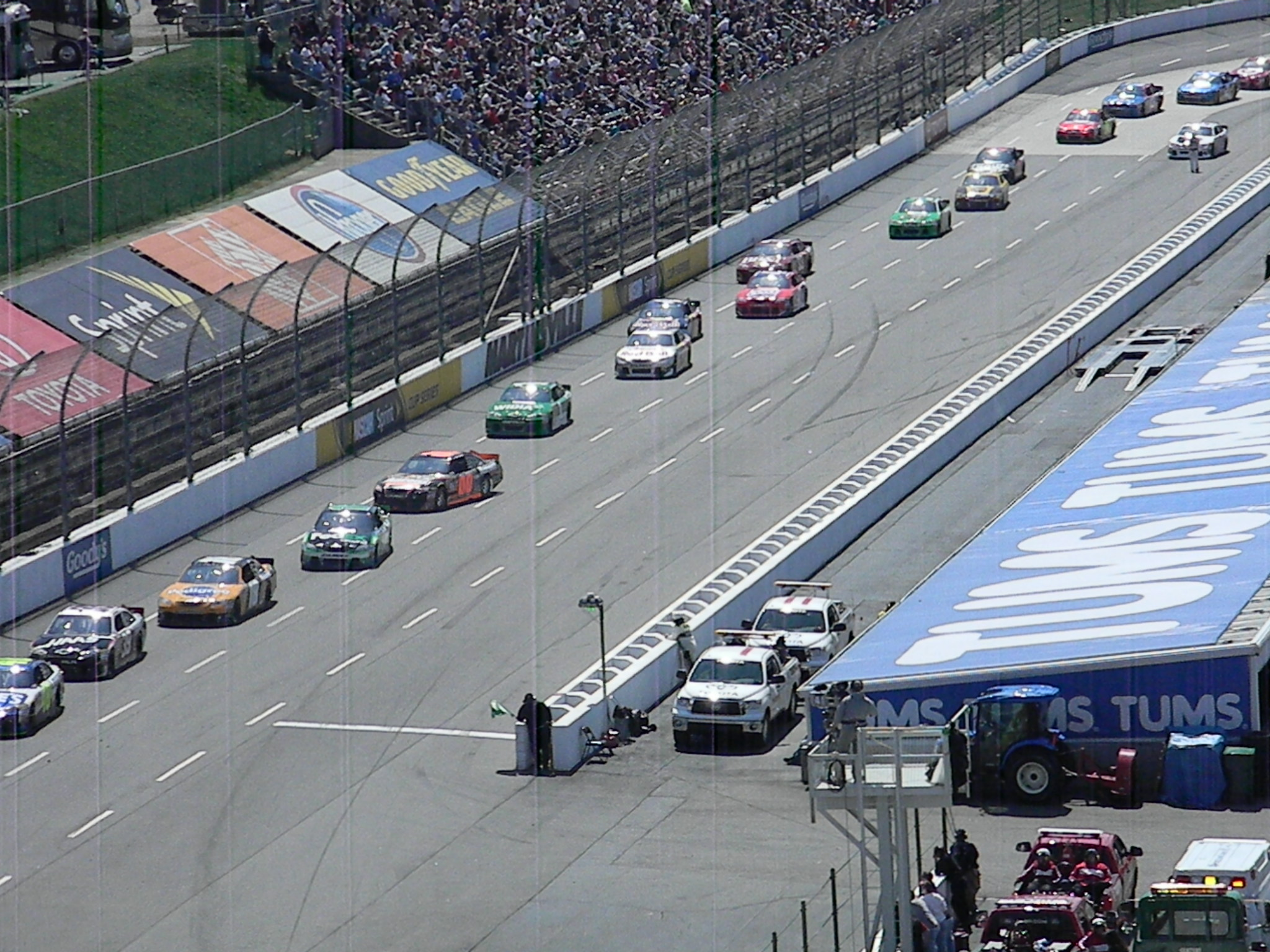
Les stands en 2011
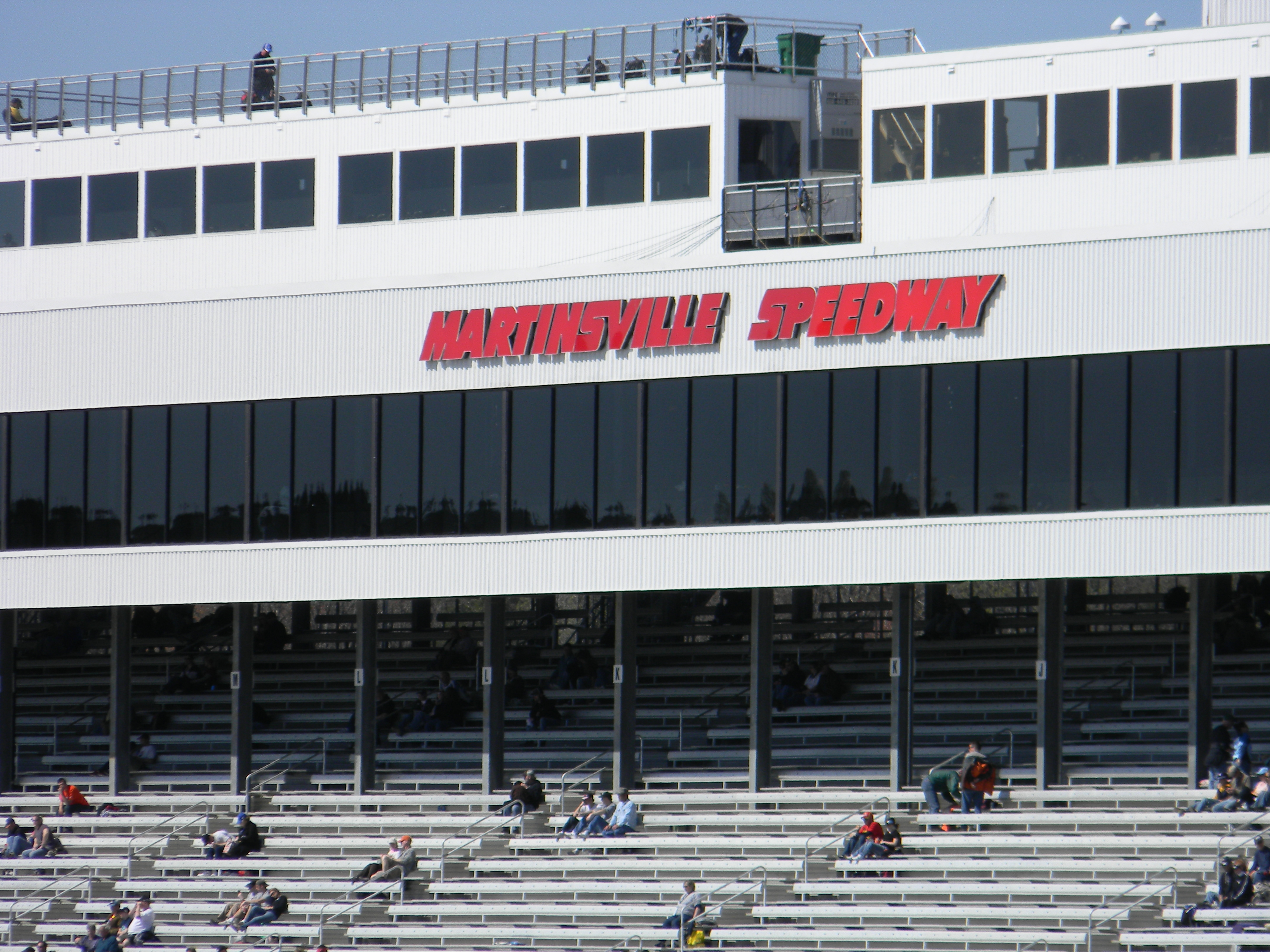
La tribune principale en 2011
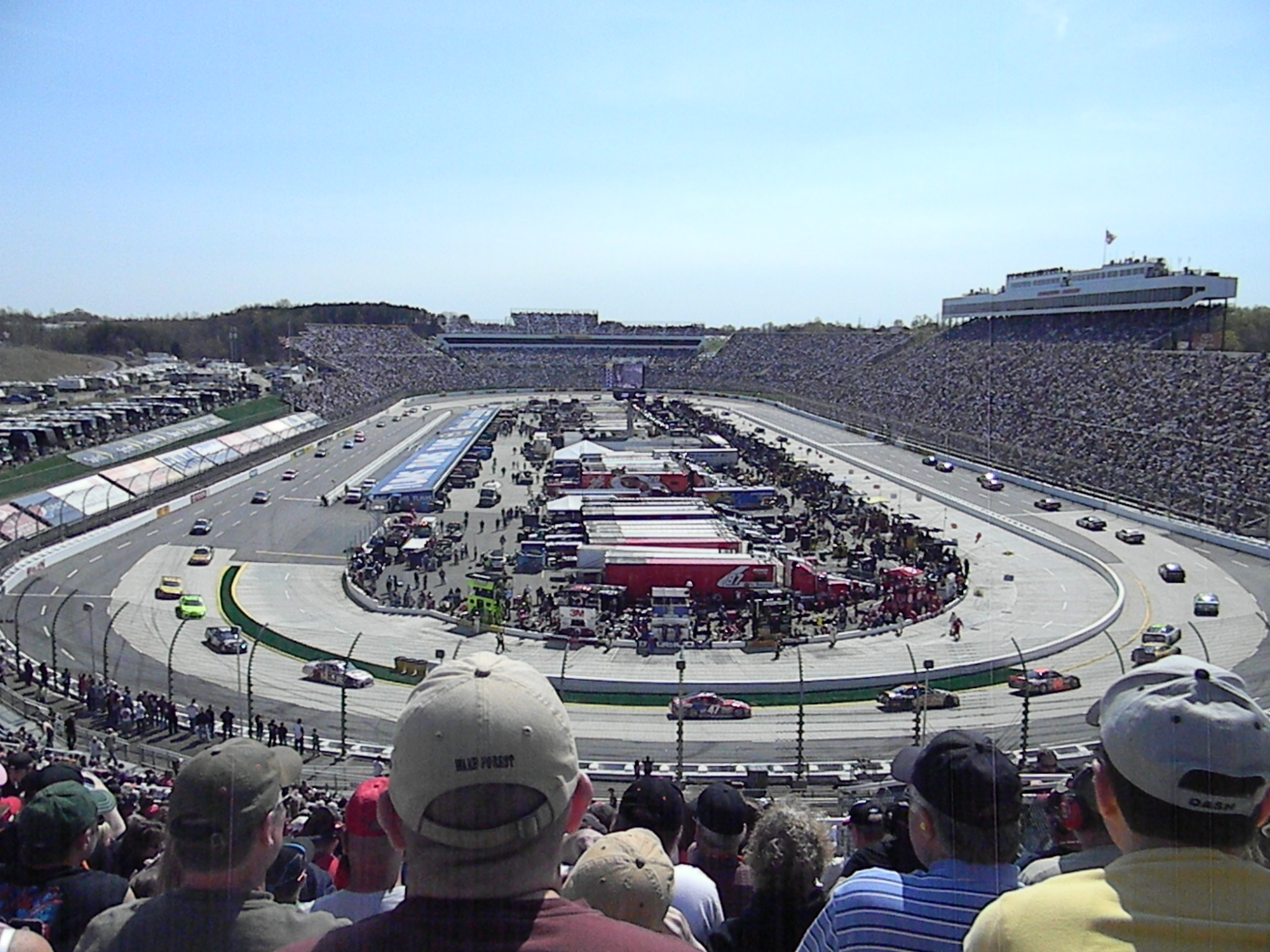
Martinsville Speedway en 2011
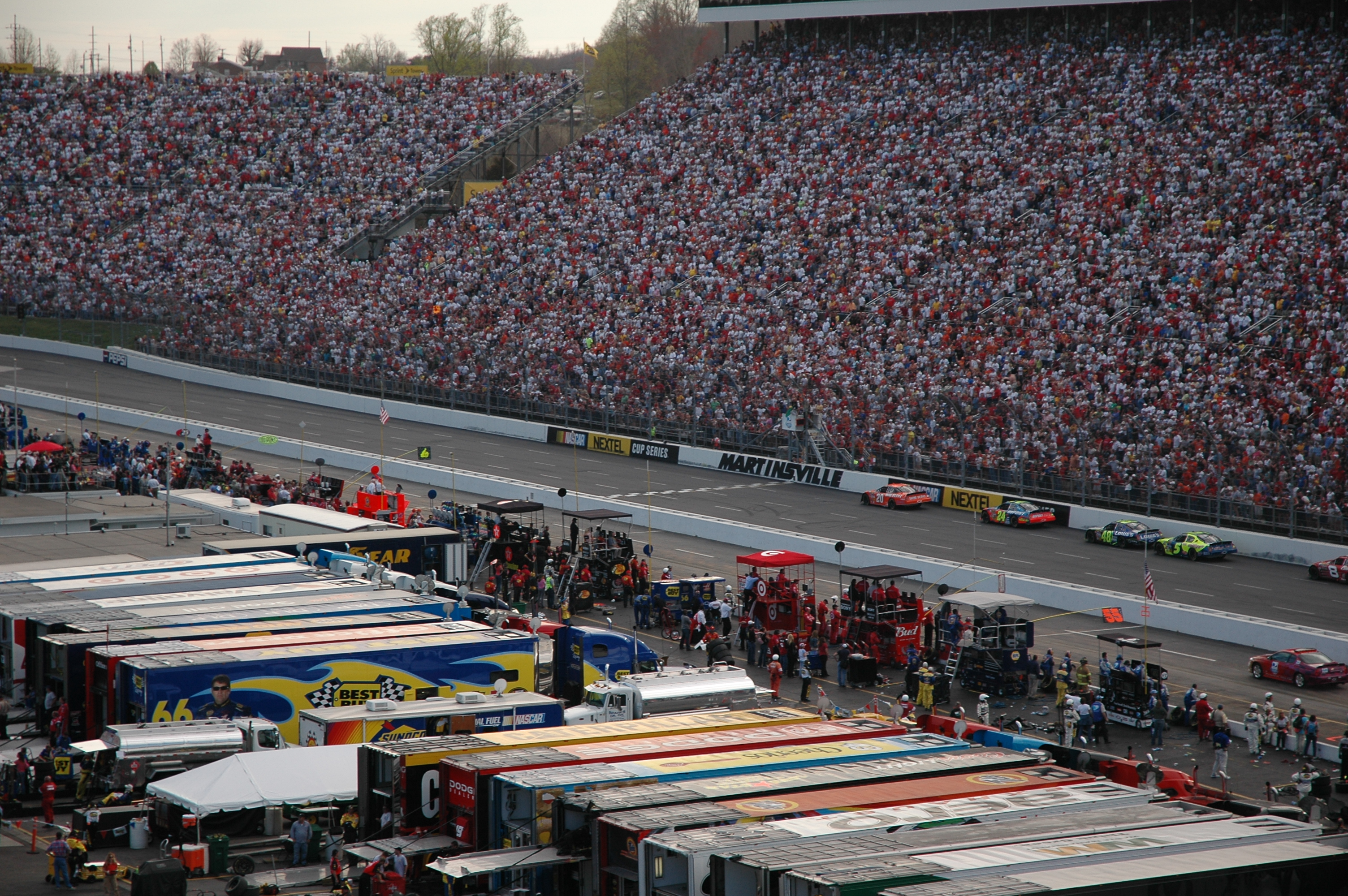
La course NASCAR Cup Series de 2006 (DirecTV 500)